# 켈리 브라이트
켈리 브라이트(Kellie Bright, 1976년 7월 1일 ~ )는 잉글랜드의 배우이다.

## 출연 작품
- 킨키 부츠 (2005)
- 못말리는 알리 (2002)
- 홀비시티 시즌1 (1999)
- 배드 걸즈 (1999)
- 블랙락 (1997)
- 미녀와 야수 (1992)
- 더 빌 (1984)